# Frazione di sinistra del PCd'I
La Frazione di sinistra del PCd'I era un'organizzazione politica costituita a Pantin (sobborgo di Parigi) nell'aprile 1928, per iniziativa di alcuni comunisti italiani di sinistra, esuli in Francia e in Belgio.

## Storia
La Frazione nasceva dopo oltre cinque anni di scontri all'interno del Partito Comunista d'Italia, che videro la crescente contrapposizione tra l'originaria leadership di sinistra e la tendenza di “centro” di Gramsci e Togliatti, sostenuta dall'Internazionale Comunista (IC). Il contrasto, sorto al Terzo Congresso dell'IC (giugno 1921), riguardava la tattica del “fronte unico” con la socialdemocrazia, che avrebbe vanificato i fondamenti politici e teorici, che erano alla base del PCd'I.
L'affermazione della corrente di “centro” al Terzo Congresso del partito (Lione, 20-26 gennaio 1926) ridusse ai minimi termini gli spazi politici della Sinistra, provocando negli ambienti dell'emigrazione comunista spinte scissioniste, come quella di Michelangelo Pappalardi che, nel luglio 1927, ruppe con il Partito e costituì i Gruppi d'Avanguardia Comunista (GAC). La tendenza di Ottorino Perrone, per quanto cercasse di restare nel partito - secondo l'indicazione di Amadeo Bordiga – maturò la decisione di costituire la Frazione, quando il IX Esecutivo Allargato (15 febbraio 1928) dell'IC impose ai militanti dei partiti comunisti l'aut aut della condanna di Lev Trockij.
Alla Frazione, aderirono circa duecento militanti, che formarono quattro Federazioni (Parigi, Lione, Bruxelles e New York), secondo una struttura organizzativa centralizzata e a base territoriale; Aldo Lecci assunse un ruolo significativo all'interno del suo comitato centrale. Dal 1928 al 1937, la Frazione pubblicò il quindicinale in lingua italiana “Prometeo” e, dal 1933, la rivista teorica “Bilan” che, nel 1938, fu sostituito da “Octobre”. La Frazione si pose l'obiettivo di costituire una tendenza di sinistra internazionale, sulla base dei principi stabiliti dai primi due Congressi dell'IC e in opposizione alla “costruzione del socialismo in un solo Paese”, sostenuta da Stalin. Con questo obiettivo, strinse rapporti con altre formazioni dell'opposizione di sinistra, soprattutto trockiste, senza raggiungere risultati apprezzabili, in quanto Lev Trotsky, fautore della tattica del “fronte unico”, privilegiò i rapporti con la Nuova Opposizione Italiana.
Per dare voce al dibattito internazionale, alla fine 1933, la Frazione fondò la rivista “Bilan” (Bulletin théorique de la Fraction de gauche du PCI), che pubblicò scritti di esponenti di altre tendenze, tra i quali Adhémar Hennaut, della Ligue des Communistes Internationalistes del Belgio. Nell'estate del 1935, in seguito all'ingresso dell'URSS nella Società delle Nazioni (16 settembre 1934) e alla tattica del Fronte popolare, varata dal VII Congresso dell'IC (luglio 1935), la Frazione ruppe definitivamente con i partiti comunisti e assunse il nome di Frazione Italiana della Sinistra Comunista.
La guerra di Spagna (luglio 1936) provocò una spaccatura verticale: la tendenza rappresentata da Ottorino Perrone e Virgilio Verdaro vide nel conflitto spagnolo il primo passo verso lo scontro interimperialistico, nel quale il proletariato doveva assumere la propria indipendenza politica; la tendenza di Mario De Leone ed Enrico Russo sostenne invece che in Spagna si potevano aprire spazi per uno sbocco rivoluzionario e decise di intervenire, politicamente e militarmente, decisione che causò la separazione formale tra le due tendenze. L'evoluzione della situazione spagnola portò alcune minoranze (in Belgio, una parte della Ligue des Communistes Internationalistes e, in Messico, il Gruppo dei Lavoratori Marxisti / Grupo de Trabajadores marxistas - GTM) ad aderire alle posizioni della Frazione che, all'inizio del 1938, costituì il Bureau internazionale delle frazioni di sinistra. Venne allora soppresso “Bilan” e sostituito con “Octobre”.
Di fronte all'imminente guerra mondiale, la Frazione ebbe un orientamento contraddittorio. La maggioranza si schierò con la tesi di Ottorino Perrone, secondo la quale il capitalismo era entrato in una nuova fase in cui passavano in secondo piano i tradizionali contrasti imperialistici per la spartizione dei mercati, dal momento che prevaleva la “solidarietà intercapitalista” contro la classe operaia. Di conseguenza, le potenze capitaliste, per evitare pericolose generalizzazioni, cercavano di localizzare le guerre, con il vantaggio di “rovesciare i loro contrasti in zone in cui esse non si affrontano direttamente” e di sostenere le loro economie, grazie alla produzione di armi. Corollario della tesi di Perrone era la “scomparsa del proletariato in quanto classe durante la guerra” che, con l'invasione tedesca della Polonia, portò alla dissoluzione della Sinistra comunista internazionale, malgrado la forte contrarietà di una consistente minoranza. Quest'ultima sosteneva che la conflagrazione mondiale avrebbe determinato la sconfitta degli Stati fascisti e, di conseguenza, proponeva di “Creare il partito del proletariato per la rivoluzione (…) e, nel ritrovato entusiasmo, costruire un fronte unico sindacale con le organizzazioni proletarie”.
Con l'occupazione tedesca del Belgio e della Francia (maggio-giugno 1940), i militanti furono costretti alla clandestinità e, solo alla fine del 1940, alcuni di essi riuscirono a ricostituire, a Marsiglia, un primo embrione organizzativo della Sinistra italiana, attorno al quale convennero anche militanti francesi che, nel dicembre 1944, costituirono a Parigi la Fraction Française de la Gauche Communiste (FFGC). Alla fine della guerra, parte dei militanti della FFGC aderì al Partito Comunista Internazionalista, una minoranza dissidente costituì la Gauche Communiste de France (GCF - Sinistra Comunista di Francia).

## Fonti e documenti
- La vita delle frazioni della Sinistra comunista internazionale, su ibrp.org. URL consultato il 16 aprile 2007 (archiviato dall'url originale il 28 settembre 2007).

(in «Octobre», organo mensile del Bureau International des Fractions de la Gauche Communiste, n.1, febbraio 1938).
- Bourrinet Philippe, La Sinistra Comunista Italiana, Corrente comunista internazionale, Napoli, 1984.
- La Frazione di sinistra del PC d'Italia e l'Opposizione internazionale di sinistra, 1929-1933, ed. Corrente Comunista Internazionale, Napoli 2003.